# Poivre de Kampot
 (juin 2017).
Si vous disposez d'ouvrages ou d'articles de référence ou si vous connaissez des sites web de qualité traitant du thème abordé ici, merci de compléter l'article en donnant les références utiles à sa vérifiabilité et en les liant à la section « Notes et références ».
Le poivre de Kampot (en khmer : ម្រេចកំពត Merech Kampot) est une variété de poivre cultivée dans les provinces de Kampot et de Kep au Cambodge.
Comme les autres variétés de poivre, il s'agit de la baie d'une liane tropicale, le Piper nigrum.
C'est le premier produit agricole cambodgien à avoir bénéficié d'une IGP (indication géographie protégée), qui lui a été délivrée le 2 avril 2010. Cette indication géographique lui permet de bénéficier d’un label protégé dans les pays reconnaissant cette indication, l’Union européenne notamment. Cette décision et les efforts locaux devraient permettre une renaissance de sa culture. C’est aussi la seule source commerciale établie de poivre rouge avec Pondichery, au Sud de l'Inde

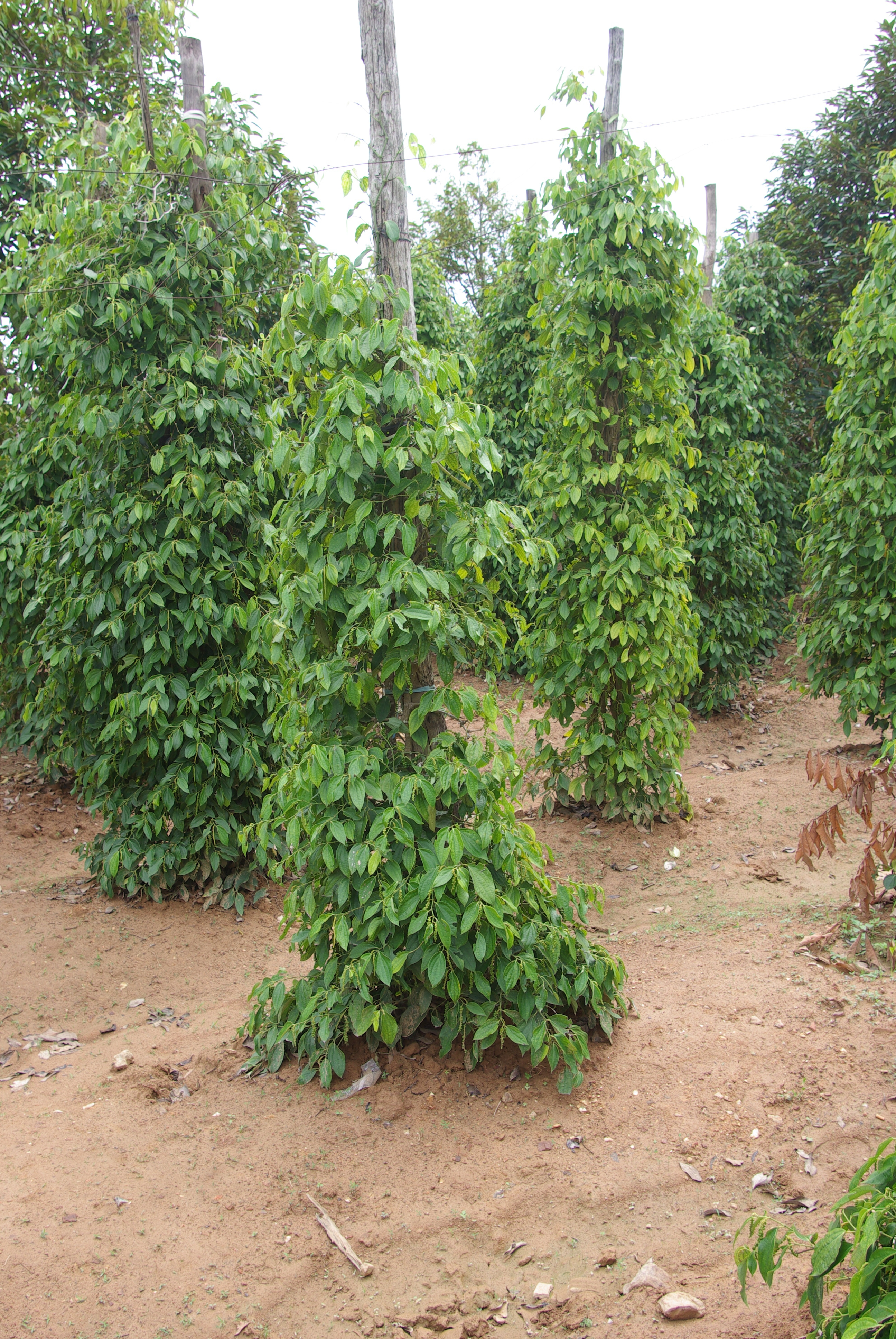
Champ de poivre à Kep au Cambodge
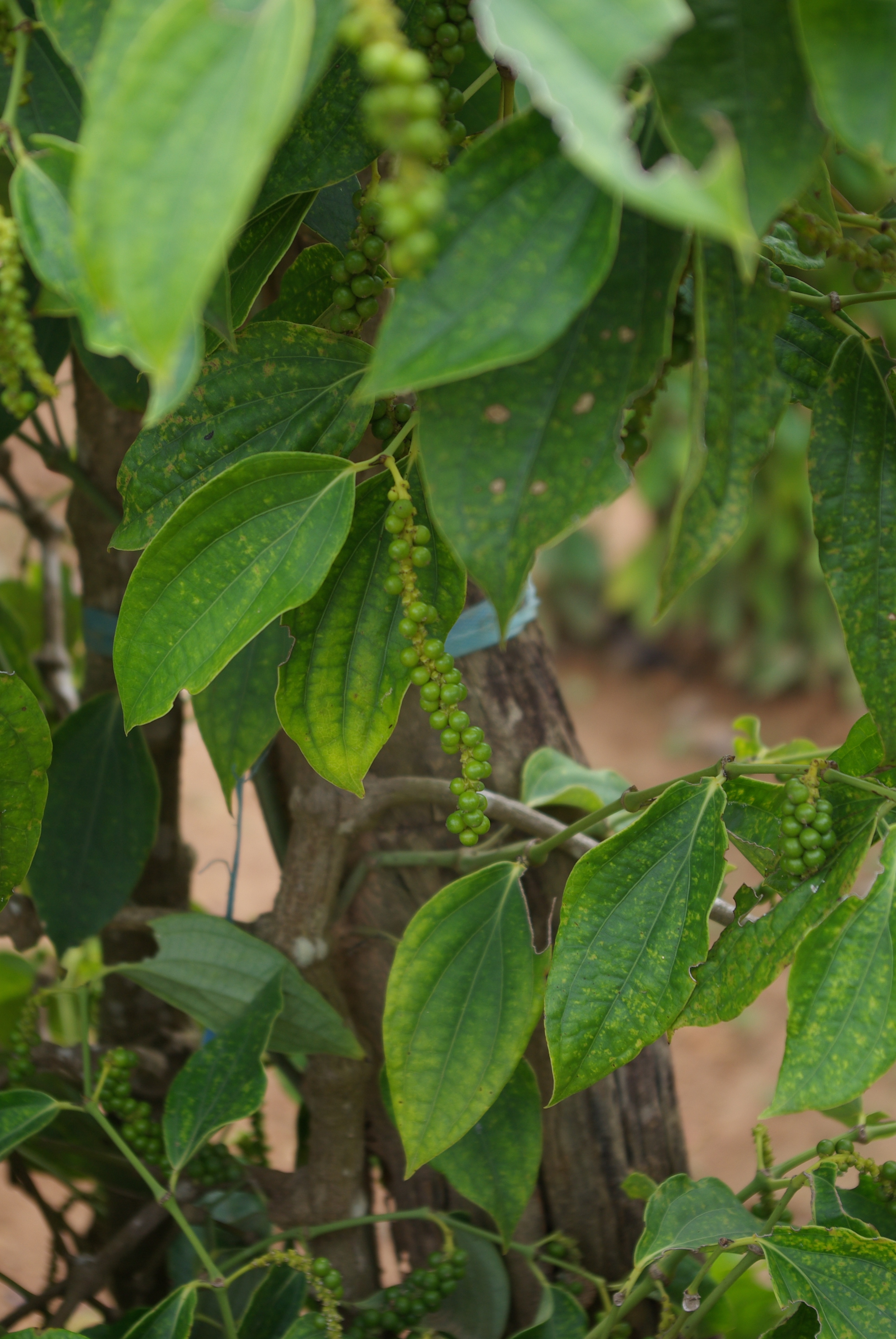
Poivre vert de Kampot, (à quatre mois de culture)

## Description
Le poivre de Kampot doit sa saveur particulière à son terroir à l'instar des grands crus vinicoles.
Ce produit a failli disparaître au XXe siècle à cause des guerres incessantes qu'a subies le pays, son exploitation a presque été réduite à néant.
Après ces tragiques événements, la reprise de sa culture a été lente. Les importantes productions de poivre de qualité inférieure des pays voisins ont rendu difficile sa résurgence.
À présent, grâce à l'aide de coopératives, d'un séchage et d'un tri des grains de qualité, il reconquiert ses lettres de noblesse.
La production du poivre de Kampot est de 120 tonnes en moyenne (en 2023) est concentrée dans une petite région de plaine, près du Golfe de Thaïlande.

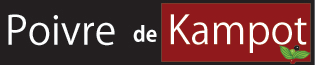
Logo officiel du poivre de Kampot

Afin de lutter contre les poivres de pays voisins (Vietnam et Thaïlande) de qualité inférieure vendus jusqu'à Kampot comme du « poivre de Kampot », un logo destiné aux produits bénéficiant de l'IGP a été créé et est apposé sur leur emballage. Les producteurs et négociants du Poivre de Kampot sont membres de la KPPA (Kampot Pepper Promotion Association), une organisation chargée de gérer les adhésions à l’association et de contrôler le respect par ses membres du cahier des charges de l’indication géographique protégée.
En 2016, l'Union Européenne lui a reconnu le label d'Indication géographique protégée (IGP).
Le poivre de Kampot est actuellement menacé par le réchauffement climatique .

## Historique
La culture du poivre au Cambodge est relativement ancienne et on en retrouve même traces dans le récit de Zhou Daguan, un diplomate chinois qui visita l'empire khmer à la fin du XIIIe siècle.
Elle ne se serait toutefois développée qu'à la fin du XIXe siècle, à la suite de la guerre d'Aceh, au cours de laquelle, en 1873-1874, le Sultan de cette principauté de l'actuelle Indonésie fit brûler ses plans de poivre afin que cette richesse échappe aux colonisateurs néerlandais, créant ainsi une pénurie sur le produit. Après une rapide croissance favorisée par les autorités coloniales françaises, la production stagnera, essentiellement à cause de l'inconstance de la politique du protectorat qui tentera à de multiples occasions de limiter l'exportation à la métropole et aux autres contrées où la France exerçait sa domination, voire à mettre des tarifs douaniers prohibitifs afin de favoriser le poivre des colons français de Cochinchine.
La plus grande menace interviendra en 1975, lorsque le pays basculera dans la terreur khmère rouge ; les terrains seront alors reconvertis en rizières et il s'en fallut de peu que la culture poivrière ne disparaisse. Néanmoins, grâce à l'obstination de quelques familles d'anciens planteurs, le poivre cambodgien retrouve peu à peu ses lettres de noblesse.

## Variétés

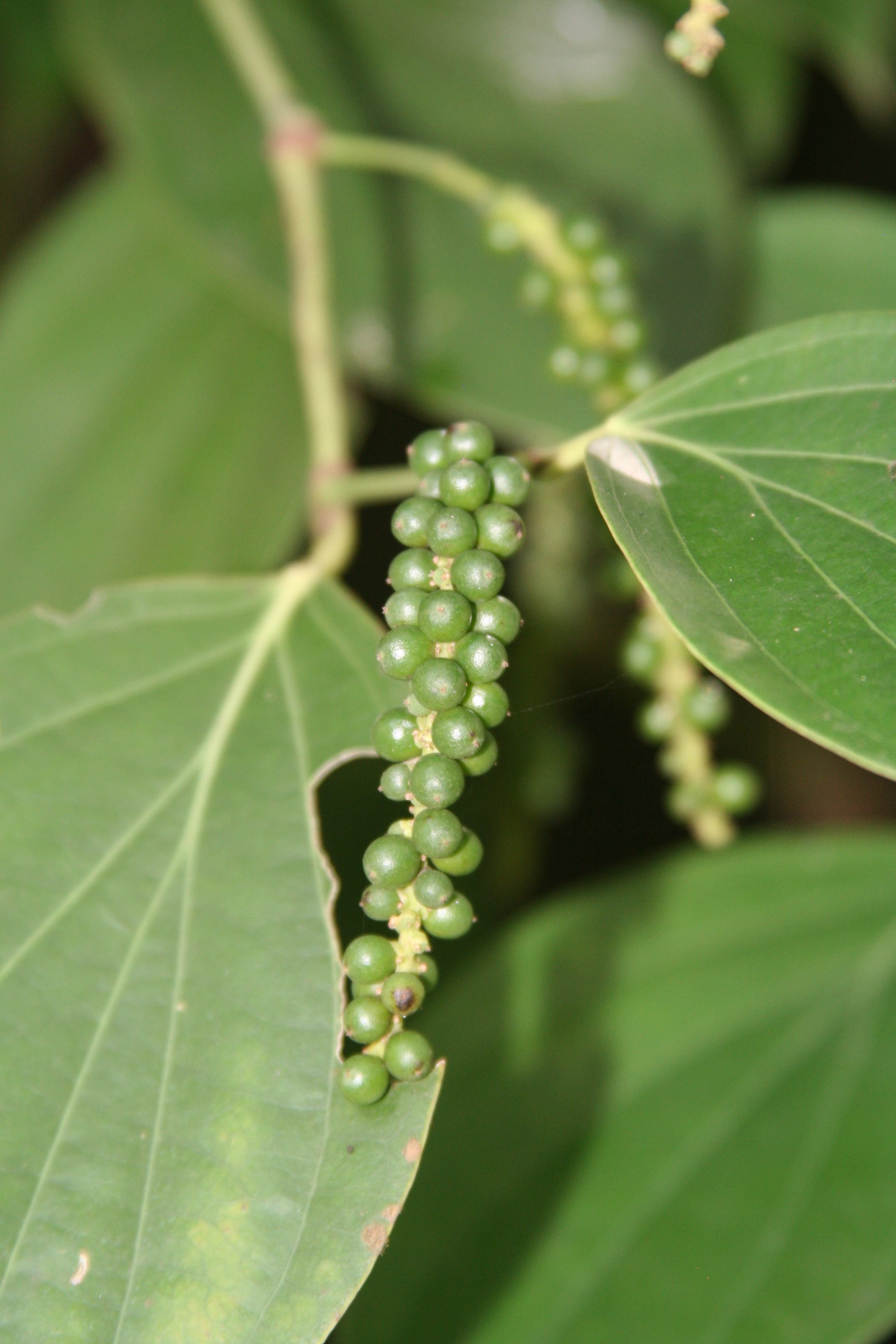
Poivre vert

Le poivre de Kampot se décline en trois variétés :
- Le poivre vert (peu exporté pour des raisons de conservation) à consommer sur place.
- le poivre des oiseaux.

Les poivres noir, rouge et blanc de Kampot sont en fait une seule et même variété. C’est seulement leur période de récolte qui change et qui leur confère leurs couleurs.  
- Le poivre noir.
- Le poivre blanc.
- Le poivre rouge.

### Poivre vert
Le poivre vert se récolte à partir du mois de septembre, lorsqu’il est encore jeune et tendre. Il est récolté en décembre, juste avant maturité et possède un goût épicé plus prononcé. Récolté jeune sur la liane, ses arômes explosent littéralement en bouche du fait d’un piquant peu prononcé.

### Poivre noir

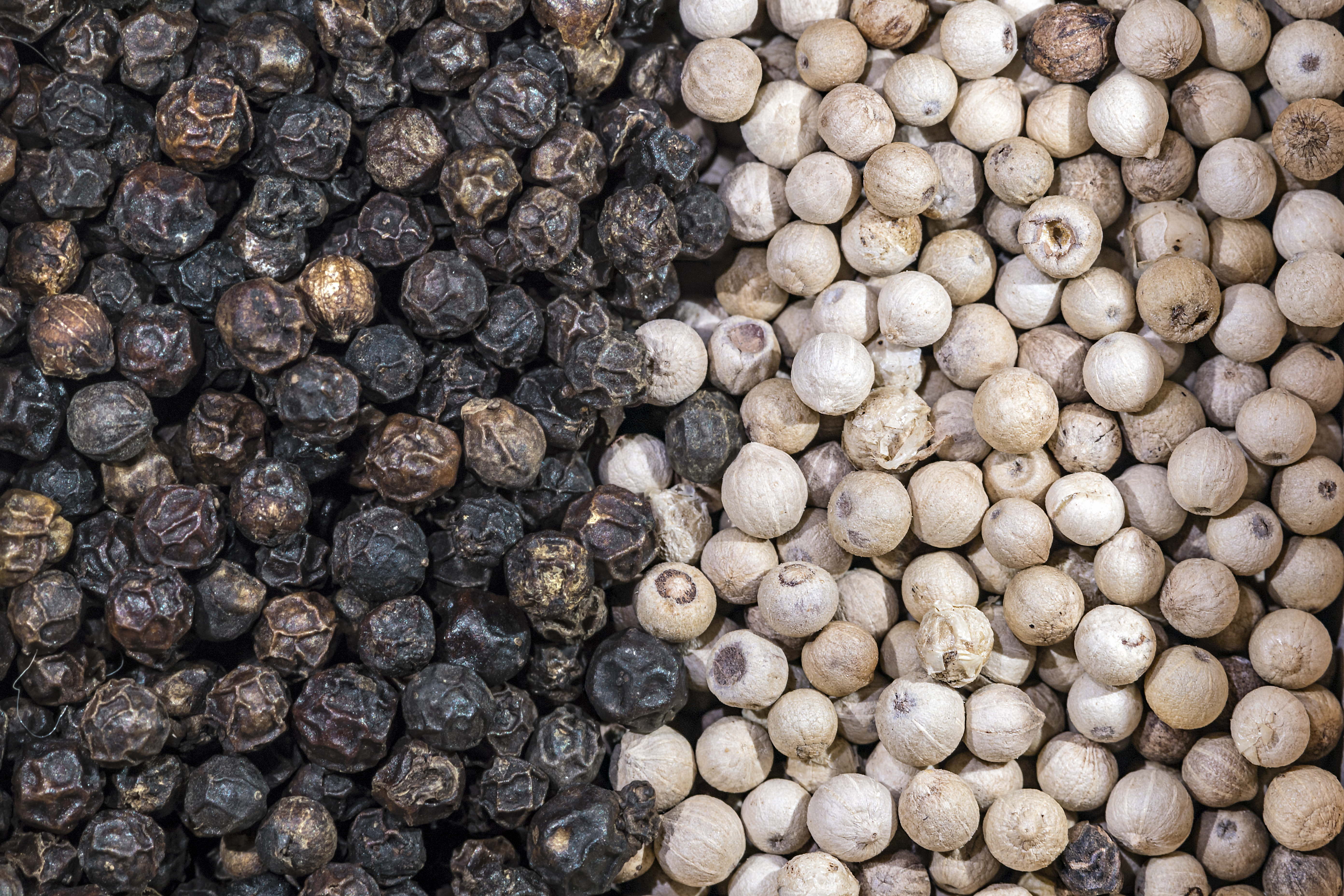
Poivre noir et poivre blanc sans péricarpe

Le poivre noir est en réalité du poivre vert qui une fois arraché devient noir par un procédé d oxydation naturelle. Il a cependant eu le temps de développer des arômes forts et délicats. Son goût très intense et doux à la fois révèle des notes fleuries d’eucalyptus et de menthe fraîche.

### Poivre blanc
Le poivre blanc est en réalité des grains de poivre noir séché auxquels on a retiré l'écorce afin de n'avoir que le cœur de la graine.
Les grains noirs sont lavés, échaudés et passent une nuit dans un bac d’eau claire. La peau qui entoure le noyau est alors très souple et peut facilement être ôtée  par brassage mécanique. Les grains sont ensuite lavés plusieurs fois et sont séchés au soleil. Le côté piquant est alors plus marqué que le côté aromatique, et relève les salades et les fruits de mer.

### Poivre rouge

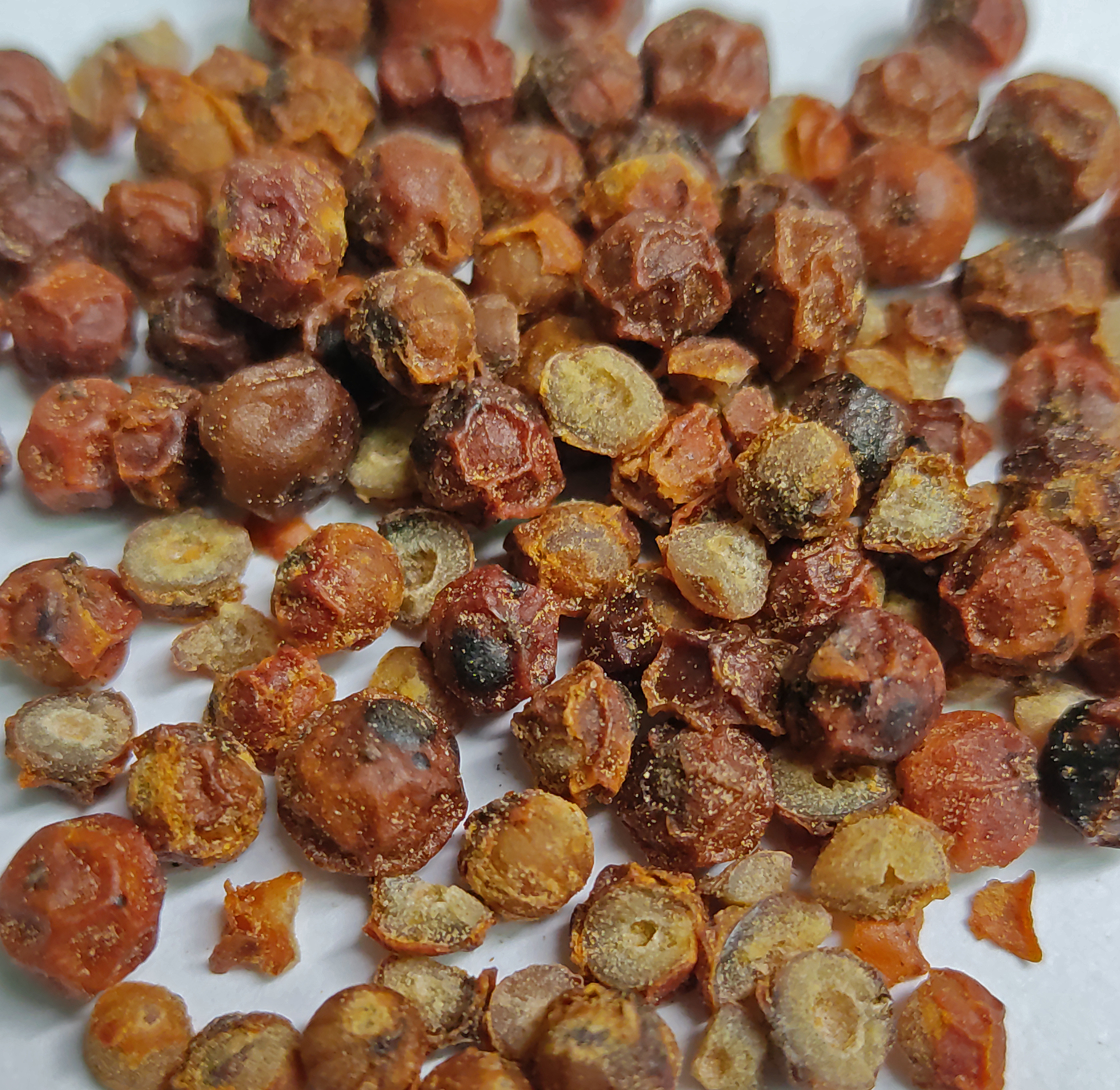
Poivre rouge de Kampot seché

Le poivre auquel on a laissé le temps de prendre en maturité lorsque les conditions d'ensoleillement le permettent en fin de saison sèche (mars avril), prend une couleur jaune puis rouge. Il est parfois cueilli à la main grain par grain sur la grappe pour laisser les autres grains mûrir. Une autre méthode consiste à cueillir les grappes qui contiennent quelques grains rouges. Ces grappes doivent être traitées dans la journée en égrainant à la main les grains rouges. Ces grains rouges sont très fragiles et nécessitent un traitement minutieux, faisant du poivre rouge un ingrédient beaucoup plus rare et plus cher. Les arômes du poivre rouge aux notes de caramel, vanille et miel, sont plus riches et plus complexes que le poivre noir et amènent des saveurs qui se marient par exemple au boeuf ou au canard, ou encore à certains desserts.

### Poivre des oiseaux
Il existe une version encore plus rare du poivre rouge : le poivre des oiseaux. Certains oiseaux, en particulier un passereau de la famille des Pycnonotidae, le bulbul goiavier, sont friands des graines à leur stade de maturité le plus avancé. Ils avalent le péricarpe (peau du grain) et la pulpe sucrée, puis recrachent les noyaux des baies après que ceux-ci ont séjourné dans leur jabot, ou après digestion, participant à la dissémination naturelle de la plante. Le grain n’est pas à proprement parler digéré mais a déjà subi des actions mécaniques et enzymatiques qui lui donnent des touches aromatiques distinctes. Dans certaines plantations, on aménage des lieux favorisant la nidification pour ces oiseaux (en mettant à leur disposition les matériaux qu'ils utilisent naturellement pour confectionner leur nid et en préservant les arbres qu'ils affectionnent pour abriter leurs nids). On peut récolter au pied des nids les graines de poivre sélectionnées par les oiseaux à un point de maturité avancé et débarrassés de leur péricarpe après séjour dans le jabot des oiseaux. Les graines sont alors moins lisses et régulières que le poivre blanc dont le péricarpe a été ôté de façon mécanique moins délicate, avec une couleur légèrement plus foncée tirant sur le beige ou le rosé et des marques plus apparentes en forme de méridiens entre les deux pôles de la graine.